# Laineuse du prunellier
Eriogaster catax
Ne doit pas être confondu avec Eriogaster rimicola ou Eriogaster lanestris.
Espèce
Statut de conservation UICN

 DD  : Données insuffisantes

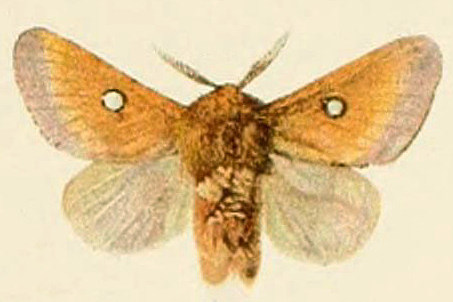
Eriogaster catax.

Eriogaster catax, le Bombyx Evérie ou la Laineuse du prunellier, est une espèce de lépidoptères (papillons) nocturnes de la famille des Lasiocampidae.
Ce papillon fait partie des espèces dont les adultes ne s'alimentent pas. Les femelles doivent rapidement trouver un partenaire sexuel, s'accoupler et pondre. Ceci les rend peut-être plus vulnérables aux pollutions par les insecticides en milieu rural et à la fragmentation des forêts.
C'est une espèce associée à des essences végétales très communes, mais pour des raisons mal comprises, comme de nombreux autres papillons ou plus encore, elle semble pourtant en forte voie de régression ou avoir disparu d'une vaste partie de son aire naturelle ou potentielle de répartition.
Ce papillon est pour cette raison protégé ; il figure à l’Annexe II de la Directive Habitats. Il figure sur la  Liste rouge des insectes de France métropolitaine (1994), avec un statut à préciser (enquête en cours en 2012-2013 par l'OPIE).

## Description
- Envergure du mâle : de 14 à 17 mm.
- Période de vol : automne et printemps.
- Dimorphisme sexuel :
  - le mâle présente un corps velu orangé, des ailes antérieures fauve orangé, ornées d'un gros point blanc aux 2/3 proximaux et violet-marron clair sur le tiers marginal. Deux bandes transversales plus jaunes ornent l'aile de part et d'autre du point blanc; le dessous de l'aile est plus foncé; l'aile postérieure est d'une couleur tirant sur le violet pâle et marron clair. Les antennes sont bipectinées et fauves.
  - la femelle, plus grande, a des ailes plus claires et des antennes fines. L’extrémité abdominale est ornée d'une touffe (bourre) constituée de poils plus foncés (gris noirâtre), qui servent notamment à protéger les œufs dans une sorte de nid de poils.

La Laineuse du chêne (Eriogaster rimicola) lui ressemble mais s'en distingue par le point du milieu des ailes qui est jaunâtre et moins visible, et par un habitat plus strictement de type chênaie.

## Habitat et répartition
- Habitat[3] : lisières et cœurs de forêts de feuillus, haies bocagères (creuses)….
- Répartition : ce papillon était jusqu'au début du XXe siècle commun de l’Europe à l’Oural. On le trouvait plus souvent dans des habitats calcicoles thermophiles selon certains auteurs, mais plutôt en zones humides abritées du vent selon d'autres[4] ; les derniers nids suivis (plus de 70) étaient par exemple en Suisse tous trouvés sur des milieux acides et humides (à Ophioglossum vulgatum, Orobanche gracilis, Molinia arundinacea, Blackstonia perfoliata ou Succisa pratensis, bioindicateurs d'une humidité fluctuante du sol) mais à l'abri du vent[4], typiquement dans le bocage[1]. Une hypothèse est qu'il a besoin d'air humide en été et en automne pour ne pas mourir déshydraté (il pourrait alors souffrir non seulement du drainage fréquent des landes et tourbières, mais aussi de l'ouverture du bocage et de l'espacement des haies ou de la transformation de haies vives en haies basses, trois phénomènes qui contribuent à augmenter les variations thermiques et la déshydratation de l'air à la hauteur des nids, d'autant que dans les arbres défoliés par elle, la chenille n'est plus protégée du soleil par les feuilles et ne bénéficie pas de l'évapotranspiration du buisson qui a alors cessé, faute de feuilles) ; on observe parfois les chenilles se cachant sous le nid, tête en bas, quand ce dernier est en plein soleil[5].
Sa répartition actuelle est en France (comme dans d'autres pays selon l'UICN) mal connue[1] (L'adulte n'a qu'une courte période d'activité, de nuit, et pourrait donc être moins souvent trouvé dans les pièges lumineux utilisés pour les inventaires naturalistes de papillons de nuit)[1]. L'OPIE a lancé[6] en 2012 le lancement d'un inventaire naturaliste, participatif.

## Reproduction et cycle de développement
Les adultes ne s'alimentent pas et ont donc une vie courte (on ne les observe que de septembre à octobre).
La ponte passe l'hiver dans un manchon tubulaire couvert de poils.

Les chenilles en sortent au début du printemps (ex : première quinzaine d’avril dans la région genevoise suisse).

Aux premiers stades, les chenilles forment une société coloniale qui leur permet d'optimiser leur métabolisme en régulant mieux leur température. Elles tissent un nid communautaire de soie blanche qu'elles thermorégulent (on a montré chez l'espèce proche  E. lanestris, que les chenilles arrivent à entretenir une température corporelle de 30 à 35 °C quelle que soit la température ambiante, s'il y a un peu de soleil), par l'exposition directe au soleil (à l'ombre s'il fait trop chaud), ou par des changements fréquents de position de la chenille). Elles l'occupent le temps des 3 premiers des 5 stades de leur développement. Elles sortent du nid par petits groupes en quête de nourriture (bourgeons floraux ou foliaires).

Lors du 3e ou plutôt 4e stade, elles délaissent le nid et deviennent solitaires.
Elles se rapprochent du sol pour nymphoser.
La chrysalide, et le papillon néoformé vivent en diapause estivale et sont alors vulnérables à la dessiccation. Ils s'en protègent dans un cocon fin mais dur et imperméable, aéré via un ou deux pores permettant des échanges d'air et d'eau.

### Œufs, ponte
Les œufs sont aplatis, gris brun. Ils sont pondus groupés plus souvent sur une fourche de branche, en hauteur et plutôt au cœur du buisson de prunellier. Après la ponte, la femelle dépose des poils (peut-être urticants ou allergènes) issus de sa touffe abdominale : cette construction s’appelle un manchon et ressemble à une petite zone de fourrure.

## Chenilles et «nid» communautaire

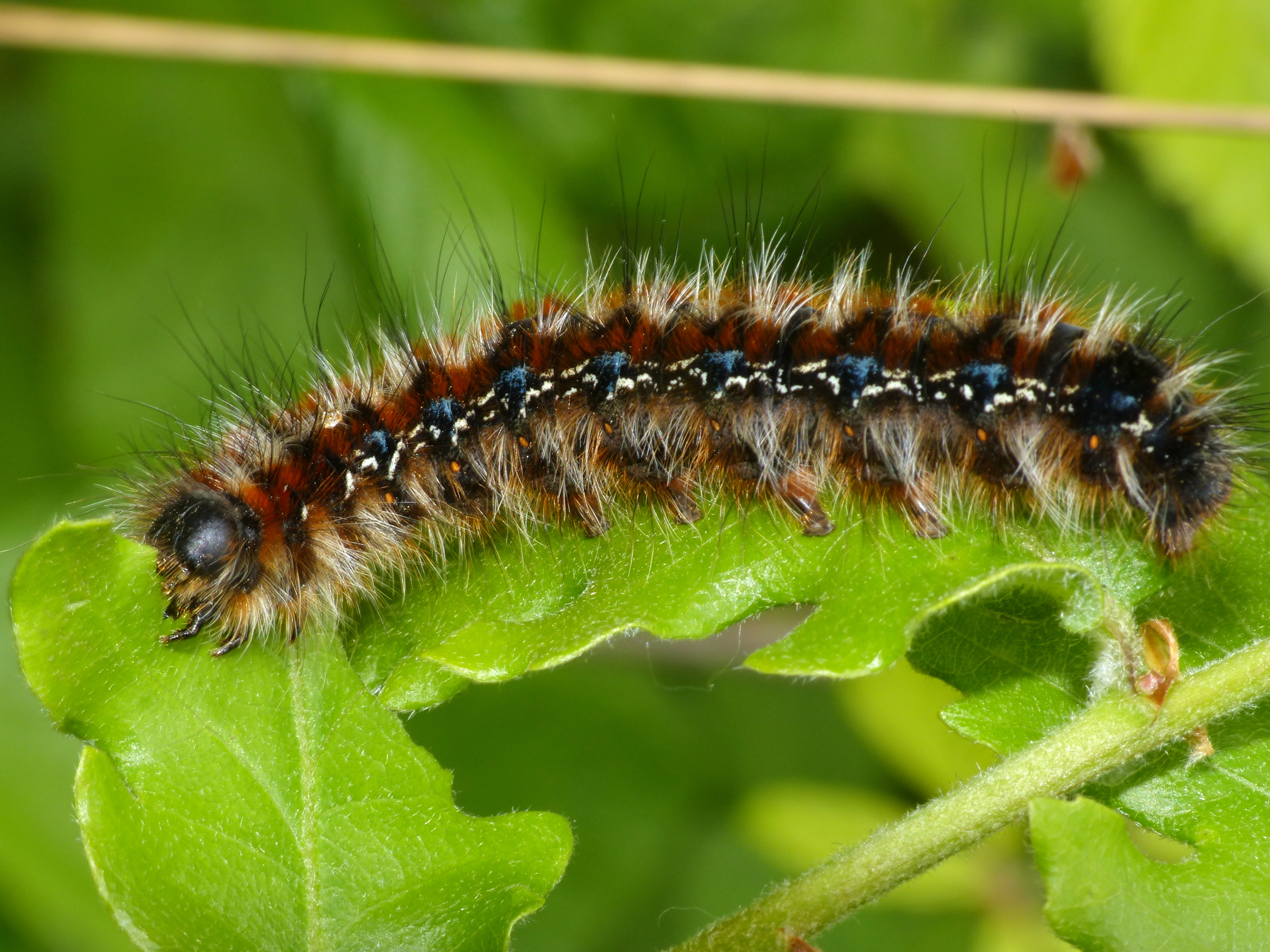
Chenille (Hérault, France)

La chenille émerge de l'œuf au printemps, alors que les feuilles du prunellier commencent à se développer (débourrage). Elles grandissent d'avril à juillet.
Le corps de la chenille est noir, recouvert de poils courts brun jaune et de longues soies gris brun. Si l'été est froid, la chrysalide peut entrer en dormance, et le papillon en émerger l'année suivante. Si les chenilles sont nombreuses, elles peuvent défolier tout ou partie de l'arbre où elles vivent. Dans cette phase elles sont polyphages. En Allemagne Bolz les a aussi observées sur des saules, peupliers trembles et chênes sessiles, et d'autres auteurs les ont aussi signalées, plus rarement, sur aulnes, berbéris, bouleaux, peupliers, poiriers, ormes.

Des taches dorsales noir bleu et latérales (bleues ponctuées et striées de jaune) ornent le corps.

Les limites entre segments sont noires.

La chrysalide se forme dans un cocon jaunâtre et l'adulte en émerge à partir de septembre. On l'observe jusqu'en octobre.
À ne pas confondre avec la chenille d’Eriogaster lanestris, qui peut se nourrir des mêmes plantes hôtes (Cette dernière espèce présente des limites entre segments qui sont un liseré jaunâtre et non noir, et les chenilles d’E. catax portent dès leur éclosion une pilosité rougeâtre - blanchâtre qu'on ne trouve pas chez leurs cousines Eriogaster lanestris (Linnaeus, 1785).
À partir du second stade, E. catax se distingue par des touffes de poils roux vif sur les segments thoraciques II et III, absentes chez les autres espèces du genre).
Pour 75 nids observés en Suisse, le nid avait toujours une position constante par rapport à la hauteur du buisson
(« juste en dessous des 2/3 de la hauteur, chez les deux espèces de buissons (0,61 pour Crataegus, 0,64 pour Prunus) »

## Plantes-hôtes
- Aubépines (Crataegus sp),
- Chênes (Quercus sp),
- Bouleaux (Betula sp),
- Peupliers (Populus sp),
- Prunelliers (Prunus sp),
- Berbéris (Berberis).

## État des populations, pressions, menaces et protection
Les raisons de l'effondrement des populations ne sont pas clairement comprises (L'UICN est passé d'un statut endangered en 1990 à
data deficient en 1996.
Les causes de régression sont probablement multifactorielles, incluant « lisières bien structurées, l’enrésinement, l’abandon des taillis et taillis sous futaie, l’épandage de Dimilin pour lutter contre le bombyx disparate Lymantria dispar (Linnaeus, 1758), le drainage des milieux humides et la destruction des haies ».
À titre d'exemple, cette espèce a été notée en Suisse comme étant en déclin important dès la première moitié du XXe siècle, alors qu'elle était antérieurement commune dans une grande partie du pays. De 1951 à 1993, elle a été considérée comme espèce disparue de Suisse, jusqu’à sa redécouverte en 1994, à la fois dans le canton de Genève(1 chenille trouvée  Chancy par A. Lüthi) et dans celui du Tessin (3 femelles). Si l'adulte est difficile à observer, les chenilles et leurs nids sont très facilement repérables, il est donc peu probable que la présence de l'espèce soit passée inaperçue, d'autant qu'elle ne l'était pas au XIXe siècle.
Dans la région genevoise, outre un inventaire sur les plantes-hôtes, une étude de la position des nids a été faite, avec suivi des stations occupées dès 2006. « grande a été notre surprise lorsque nous avons noté une forte diminution des effectifs lors de cette première année de contrôle déjà. La situation ne s’est pas améliorée par la suite: plus aucun nid n’a pu être trouvé en 2007 ni en 2008 » expliquent G Carron.
On constate une forte agrégation des sites de reproduction. Celle-ci ne peut être expliquée par la rareté des milieux favorables aux environs. Cela suggère que l'espèce, ou au moins la femelle est peu mobile. Si cette hypothèse est exacte, la fragmentation écopaysagère des milieux aggrave la menace de disparition. De plus les phéromones émises par la femelle peuvent attirer plusieurs mâles dans un certain périmètre, mais ces phéromones pourraient être dégradées par les UV solaires le jour, et par un air trop sec de manière générale. Si cette hypothèse est exacte, le drainage et l'assèchement des milieux est aussi une menace supplémentaire pour l'espèce, car la femelle qui meurt rapidement doit pondre tôt après son éclosion.
Une autre hypothèse, encore à confirmer, est que l'espèce pourrait peut-être subir un décalage phénologique entre l’éclosion des chenilles et le débourrage des bourgeons. Localement, la pollution lumineuse, qui est un piège écologique pour beaucoup d'espèces de papillons de nuit, pourrait aussi aggraver la situation de l'espèce ou avoir causé l'extinction de sous-populations.
Eriogaster catax est inscrite sur la liste des insectes strictement protégés de l'annexe 2 de la Convention de Berne.

## Source
- P.C. Rougeot, P. Viette, Guide des papillons nocturnes d'Europe et d'Afrique du Nord, Delachaux et Niestlé, Lausanne 1978.